# 고전 전자기학과 특수 상대성이론
특수 상대성이론은 고전 전자기학의 현대 이론에서 중요한 역할을 한다. 이 이론은 전기장과 자기장을 포함한 전자기 물체가 하나의 관성계에서 다른 관성계로 로런츠 변환될 때 어떻게 변화하는지에 대한 공식을 제공한다. 이는 전기와 자기 사이의 관계를 명확히 하며, 관성계에 따라 관찰이 전기적 법칙을 따르는지 자기적 법칙을 따르는지 결정된다는 것을 보여준다. 또한 전자기학 법칙에 대한 간결하고 편리한 표기법, 즉 "명시적으로 공변하는" 텐서 형태를 제시한다.
1865년에 완전한 형태로 처음 제시된 맥스웰 방정식은 특수 상대성이론과 호환되는 것으로 밝혀졌다. 더욱이, 두 명의 다른 관찰자가 다른 물리적 현상으로 인해 동일한 효과를 관찰하는 명백한 우연의 일치는 특수 상대성이론에 의해 전혀 우연이 아님이 밝혀졌다. 실제로 아인슈타인의 1905년 특수 상대성이론에 대한 첫 논문인 "움직이는 물체의 전기역학에 관하여"의 절반은 맥스웰 방정식을 변환하는 방법을 설명한다.

## 관성계 간 장의 변환

### E 및 B 장

전하의 로런츠 부스트. 상단: 전하가 F 프레임에 정지해 있으므로 이 관찰자는 정적인 전기장을 본다. 다른 프레임 F의 관찰자는 F에 대해 속도 v로 움직이며, 길이 수축으로 인한 변경된 전기장 E와 전하의 움직임으로 인한 자기장 B를 갖는 속도 −v로 움직이는 전하를 본다. 하단: 유사한 설정으로, 전하는 F 프레임에 정지해 있다.

이 방정식은 두 관성계를 고려한다. 프라임된 프레임은 프라임되지 않은 프레임에 대해 속도 v로 움직인다. 프라임된 프레임에서 정의된 장은 프라임으로 표시되며, 프라임되지 않은 프레임에서 정의된 장은 프라임이 없다. 속도 v에 평행한 장 성분은 E∥ 및 B∥로 표시되는 반면, v에 수직한 장 성분은 E⟂ 및 B⟂로 표시된다. 상대 속도 v로 움직이는 이 두 프레임에서 E장과 B장은 다음과 같이 관련된다.
{\displaystyle {\begin{aligned}\mathbf {E_{\parallel }} '&=\mathbf {E_{\parallel }} \\\mathbf {B_{\parallel }} '&=\mathbf {B_{\parallel }} \\\mathbf {E_{\bot }} '&=\gamma \left(\mathbf {E} _{\bot }+\mathbf {v} \times \mathbf {B} \right)\\\mathbf {B_{\bot }} '&=\gamma \left(\mathbf {B} _{\bot }-{\frac {1}{c^{2}}}\mathbf {v} \times \mathbf {E} \right)\end{aligned}}}
여기서
{\displaystyle \gamma \ {\overset {\underset {\mathrm {def} }{}}{=}}\ {\frac {1}{\sqrt {1-v^{2}/c^{2}}}}}
는 로런츠 인자라고 불리며 c는 자유 공간에서의 빛의 속력이다. 로런츠 인자 (γ)는 두 계 모두에서 동일하다. 역변환은 v → −v 대체만 제외하면 동일하다.
동등한 대체 표현은 다음과 같다.
{\displaystyle {\begin{aligned}\mathbf {E} '&=\gamma \left(\mathbf {E} +\mathbf {v} \times \mathbf {B} \right)-\left({\gamma -1}\right)(\mathbf {E} \cdot \mathbf {\hat {v}} )\mathbf {\hat {v}} \\\mathbf {B} '&=\gamma \left(\mathbf {B} -{\frac {\mathbf {v} \times \mathbf {E} }{c^{2}}}\right)-\left({\gamma -1}\right)(\mathbf {B} \cdot \mathbf {\hat {v}} )\mathbf {\hat {v}} \end{aligned}}}
여기서 {\displaystyle \textstyle \mathbf {\hat {v}} ={\frac {\mathbf {v} }{\Vert \mathbf {v} \Vert }}}는 속도 단위 벡터이다. 이전 표기법을 사용하면 {\displaystyle (\mathbf {E} \cdot \mathbf {\hat {v}} )\mathbf {\hat {v}} =\mathbf {E} _{\parallel }}와 {\displaystyle (\mathbf {B} \cdot \mathbf {\hat {v}} )\mathbf {\hat {v}} =\mathbf {B} _{\parallel }}가 된다.
성분별로, x축을 따라 상대 운동하는 경우 v = (v, 0, 0)는 다음과 같다.
{\displaystyle {\begin{aligned}E'_{x}&=E_{x}&\qquad B'_{x}&=B_{x}\\E'_{y}&=\gamma \left(E_{y}-vB_{z}\right)&B'_{y}&=\gamma \left(B_{y}+{\frac {v}{c^{2}}}E_{z}\right)\\E'_{z}&=\gamma \left(E_{z}+vB_{y}\right)&B'_{z}&=\gamma \left(B_{z}-{\frac {v}{c^{2}}}E_{y}\right).\\\end{aligned}}}
한 프레임에서 장 중 하나가 0이라고 해서 다른 모든 프레임에서 0이라는 의미는 아니다. 예를 들어, 프라임되지 않은 전기장을 프라임된 전기장으로 변환할 때 0으로 만들 수 있다. 이 경우, 자기장의 방향에 따라 프라임된 시스템에서는 전기장이 없는 경우에도 전기장을 볼 수 있다.
이는 두 프레임에서 완전히 다른 일련의 사건이 보이는 것이 아니라, 동일한 사건의 연속이 두 가지 다른 방식으로 설명된다는 것을 의미한다 (아래 § 움직이는 자석과 도체 문제 참조).
전하 q를 가진 입자가 S 프레임에 대해 속도 u로 움직이면, S 프레임에서의 로런츠 힘은 다음과 같다.
{\displaystyle \mathbf {F} =q\mathbf {E} +q\mathbf {u} \times \mathbf {B} }
S′ 프레임에서의 로런츠 힘은 다음과 같다.
{\displaystyle \mathbf {F'} =q\mathbf {E'} +q\mathbf {u'} \times \mathbf {B'} }
특정 경우 u = 0에 대한 로런츠 힘의 변환 유도는 여기에 나와 있다. 더 일반적인 유도는 여기에서 볼 수 있다.
이러한 형태의 변환은 전자기장 텐서(아래 정의)를 도입하여 더욱 간결하게 만들 수 있는데, 이는 공변 텐서이다.

### D 및 H 장
전기 변위 D 및 자기장 세기 H의 경우, 구성 관계 및 c2에 대한 결과를 사용하여:
{\displaystyle \mathbf {D} =\epsilon _{0}\mathbf {E} \,,\quad \mathbf {B} =\mu _{0}\mathbf {H} \,,\quad c^{2}={\frac {1}{\epsilon _{0}\mu _{0}}}\,,}
결과는 다음과 같다.
{\displaystyle {\begin{aligned}\mathbf {D} '&=\gamma \left(\mathbf {D} +{\frac {1}{c^{2}}}\mathbf {v} \times \mathbf {H} \right)+(1-\gamma )(\mathbf {D} \cdot \mathbf {\hat {v}} )\mathbf {\hat {v}} \\\mathbf {H} '&=\gamma \left(\mathbf {H} -\mathbf {v} \times \mathbf {D} \right)+(1-\gamma )(\mathbf {H} \cdot \mathbf {\hat {v}} )\mathbf {\hat {v}} \end{aligned}}}
E 및 B와 유사하게, D 및 H는 전자기 변위 텐서를 형성한다.

### φ 및 A 장
EM 장의 대안적이고 더 간단한 변환은 전자기 퍼텐셜 – 전위 φ 및 자기 퍼텐셜 A –를 사용한다.
{\displaystyle {\begin{aligned}\varphi '&=\gamma \left(\varphi -vA_{\parallel }\right)\\A_{\parallel }'&=\gamma \left(A_{\parallel }-{\frac {v\varphi }{c^{2}}}\right)\\A_{\bot }'&=A_{\bot }\end{aligned}}}
여기서 A∥는 프레임 v 사이의 상대 속도 방향에 평행한 A의 성분이고, A⟂는 수직 성분이다. 이들은 다른 로런츠 변환(시간-위치 및 에너지-운동량과 같은)의 특징적인 형태와 명확하게 유사하며, 위의 E 및 B의 변환은 약간 더 복잡하다. 성분들은 다음과 같이 함께 모을 수 있다.
{\displaystyle {\begin{aligned}\mathbf {A} '&=\mathbf {A} -{\frac {\gamma \varphi }{c^{2}}}\mathbf {v} +\left(\gamma -1\right)\left(\mathbf {A} \cdot \mathbf {\hat {v}} \right)\mathbf {\hat {v}} \\\varphi '&=\gamma \left(\varphi -\mathbf {A} \cdot \mathbf {v} \right)\end{aligned}}}

### ρ 및 J 장
전하 밀도 ρ와 전류 밀도 J도 유사하게,
{\displaystyle {\begin{aligned}J_{\parallel }'&=\gamma \left(J_{\parallel }-v\rho \right)\\\rho '&=\gamma \left(\rho -{\frac {v}{c^{2}}}J_{\parallel }\right)\\J_{\bot }'&=J_{\bot }\end{aligned}}}
성분들을 함께 모으면:
{\displaystyle {\begin{aligned}\mathbf {J} '&=\mathbf {J} -\gamma \rho \mathbf {v} +\left(\gamma -1\right)\left(\mathbf {J} \cdot \mathbf {\hat {v}} \right)\mathbf {\hat {v}} \\\rho '&=\gamma \left(\rho -{\frac {\mathbf {J} \cdot \mathbf {v} }{c^{2}}}\right)\end{aligned}}}

### 비상대론적 근사
속도 v ≪ c의 경우, 상대론적 인자 γ ≈ 1이며, 이는 다음을 산출한다.
{\displaystyle {\begin{aligned}\mathbf {E} '&\approx \mathbf {E} +\mathbf {v} \times \mathbf {B} \\\mathbf {B} '&\approx \mathbf {B} -{\frac {1}{c^{2}}}\mathbf {v} \times \mathbf {E} \\\mathbf {J} '&\approx \mathbf {J} -\rho \mathbf {v} \\\rho '&\approx \rho -{\frac {1}{c^{2}}}\mathbf {J} \cdot \mathbf {v} \end{aligned}}}
따라서 맥스웰 방정식에서 공간 좌표와 시간 좌표를 구별할 필요가 없다.

## 전기와 자기 사이의 관계
| “ | 움직이는 전하들 사이의 힘의 한 부분은 자기력이라고 불린다. 그것은 사실 전기적 효과의 한 측면이다. | ” |
|   | — 리처드 파인만                                                                                   |   |

### 전기 법칙에서 자기 유도
선택된 기준 프레임은 전자기 현상이 전기적 효과인지 자기적 효과인지 또는 둘의 조합으로 간주되는지를 결정한다. 저자들은 특수 상대성이론과 전하 불변성을 고려할 때 정전기학에서 자기를 유도한다. 파인만의 물리학 강의 (2권, 13-6장)는 이 방법을 사용하여 전류가 흐르는 전선 옆에서 평행 운동하는 전하에 대한 자기력을 유도한다. 하스켈과 란다우도 참조.
전하가 전류가 흐르는 전선에 수직으로 움직이는 경우, 자기력을 유도하는 데 정전기학을 사용할 수 없다. 이 경우, 전선 내 전하의 움직임으로 인한 전기장의 상대론적 압축을 고려하여 유도할 수 있다.

### 다른 프레임에서 장의 혼합
위의 변환 규칙은 한 프레임의 전기장이 다른 프레임의 자기장에 기여하고, 그 반대도 마찬가지임을 보여준다. 이는 전기장과 자기장이 전자기장이라고 불리는 단일 개체의 두 가지 상호 관련된 측면이라고 설명되는 경우가 많다. 실제로 전체 전자기장은 아래와 같이 전자기장 텐서라고 불리는 단일 2차 텐서로 표현될 수 있다.

### 움직이는 자석과 도체 문제
서로 다른 기준 프레임에서 전기 및 자기 현상이 혼합되는 유명한 예는 아인슈타인이 1905년 특수 상대성이론 논문에서 언급한 "움직이는 자석과 도체 문제"이다.
도체가 정지된 자석의 장을 통해 일정한 속도로 움직이면, 도체 내 전자에 대한 자기력으로 인해 와전류가 생성된다. 반면에 도체의 정지 프레임에서는 자석이 움직이고 도체는 정지한다. 고전 전자기 이론은 정확히 동일한 미세 와전류가 생성될 것이라고 예측하지만, 이들은 전기력으로 인해 발생할 것이다.

## 진공에서의 공변 형식화
고전 전자기학의 법칙과 수학적 대상은 명시적으로 공변하는 형태로 작성될 수 있다. 여기서는 진공 (또는 유전율과 같은 물질의 거시적 설명이 아닌 미시적 맥스웰 방정식에 대해서만)에서 SI 단위를 사용한다.
이 절에서는 아인슈타인 표기법과 아인슈타인 합 규약을 사용한다. 텐서 지수 표기법의 요약은 리치 미적분학을 참조하고, 위첨자 및 아래첨자 지수의 정의와 그 사이를 전환하는 방법은 raising and lowering indices를 참조한다. 민코프스키 계량 텐서 η는 여기에서 계량 부호수 (+ − − −)를 갖는다.

### 장 텐서 및 4-전류
위의 상대론적 변환은 전기장과 자기장이 6개의 성분을 가진 수학적 객체, 즉 반대칭 2차 텐서, 또는 쌍벡터로 서로 결합되어 있음을 시사한다. 이것은 보통 Fμν로 쓰이는 전자기장 텐서라고 불린다. 행렬 형식으로:
{\displaystyle F^{\mu \nu }={\begin{pmatrix}0&-E_{x}/c&-E_{y}/c&-E_{z}/c\\E_{x}/c&0&-B_{z}&B_{y}\\E_{y}/c&B_{z}&0&-B_{x}\\E_{z}/c&-B_{y}&B_{x}&0\end{pmatrix}}}
여기서 c는 빛의 속력이다. 자연단위계에서는 c = 1이다.
전기장과 자기장을 반대칭 텐서로 병합하는 또 다른 방법은 E/c → B 및 B → −E/c로 대체하여 그 Hodge dual Gμν를 얻는 것이다.
{\displaystyle G^{\mu \nu }={\begin{pmatrix}0&-B_{x}&-B_{y}&-B_{z}\\B_{x}&0&E_{z}/c&-E_{y}/c\\B_{y}&-E_{z}/c&0&E_{x}/c\\B_{z}&E_{y}/c&-E_{x}/c&0\end{pmatrix}}}
특수 상대성이론의 맥락에서, 이들 모두는 다음의 로런츠 변환에 따라 변환된다.
{\displaystyle F^{\alpha '\beta '}=\Lambda ^{\alpha '}{}_{\mu }\Lambda ^{\beta '}{}_{\nu }F^{\mu \nu }},
여기서 Λα′ν는 한 기준계에서 다른 기준계로의 변경을 위한 로런츠 변환 텐서이다. 동일한 텐서가 합계에 두 번 사용된다.
전하와 전류 밀도, 즉 장의 원천들도 사차원 벡터로 결합된다.
{\displaystyle J^{\alpha }=\left(c\rho ,J_{x},J_{y},J_{z}\right)}
이는 사차원 전류라고 불린다.

### 텐서 형식의 맥스웰 방정식
이러한 텐서를 사용하면 맥스웰 방정식은 다음과 같이 간소화된다.
{\displaystyle {\begin{aligned}{\frac {\partial F^{\alpha \beta }}{\partial x^{\alpha }}}&=\mu _{0}J^{\beta }\\[3pt]{\frac {\partial G^{\alpha \beta }}{\partial x^{\alpha }}}&=0\end{aligned}}}
여기서 편미분은 다양한 방식으로 쓸 수 있으며, 4-기울기를 참조한다. 위에 나열된 첫 번째 방정식은 가우스 법칙(β = 0의 경우)과 앙페르-맥스웰 법칙(β = 1, 2, 3의 경우) 모두에 해당한다. 두 번째 방정식은 나머지 두 방정식인 가우스 자기 법칙(β = 0의 경우)과 패러데이 법칙(β = 1, 2, 3의 경우)에 해당한다.
이러한 텐서 방정식은 명시적으로 공변하는 방정식으로, 지수 위치에 따라 공변임을 알 수 있다. 이 짧은 형식의 맥스웰 방정식은 일부 물리학자들이 공유하는 아이디어, 즉 물리학 법칙이 텐서를 사용하여 작성될 때 더 간단한 형태를 취한다는 것을 보여준다.
Fαβ의 지수를 낮춰 Fαβ를 얻으면:
{\displaystyle F_{\alpha \beta }=\eta _{\alpha \lambda }\eta _{\beta \mu }F^{\lambda \mu }}
두 번째 방정식은 Fαβ를 사용하여 다음과 같이 쓸 수 있다.
{\displaystyle \varepsilon ^{\delta \alpha \beta \gamma }{\dfrac {\partial F_{\beta \gamma }}{\partial x^{\alpha }}}={\dfrac {\partial F_{\alpha \beta }}{\partial x^{\gamma }}}+{\dfrac {\partial F_{\gamma \alpha }}{\partial x^{\beta }}}+{\dfrac {\partial F_{\beta \gamma }}{\partial x^{\alpha }}}=0}
여기서 εδαβγ는 반변 레비치비타 기호이다. 이 방정식에서 지수의 순환 치환에 주목한다: 각 항에서 다음 항으로 α → β → γ → α이다.
또 다른 공변 전자기 객체는 포인팅 벡터, 맥스웰 변형력 텐서, 전자기 에너지 밀도를 포함하는 공변 2차 텐서인 전자기 스트레스-에너지 텐서이다.

### 4-퍼텐셜
EM 장 텐서는 다음과 같이 쓸 수도 있다.
{\displaystyle F^{\alpha \beta }={\frac {\partial A^{\beta }}{\partial x_{\alpha }}}-{\frac {\partial A^{\alpha }}{\partial x_{\beta }}}\,,}
여기서
{\displaystyle A^{\alpha }=\left({\frac {\varphi }{c}},A_{x},A_{y},A_{z}\right)\,,}
는 사차원 퍼텐셜이고
{\displaystyle x_{\alpha }=(ct,-x,-y,-z)}
는 사차원 위치이다.
로렌츠 게이지에서 4-퍼텐셜을 사용하면, 단일 방정식(아르놀트 조머펠트가 베른하르트 리만의 방정식에서 일반화하여 리만-조머펠트 방정식 또는 맥스웰 방정식의 공변 형태로 알려져 있음)에서 대안적인 명시적으로 공변하는 공식을 찾을 수 있다.
{\displaystyle \Box A^{\mu }=\mu _{0}J^{\mu }}
여기서 {\displaystyle \Box }는 달랑베르 연산자 또는 4차 라플라시안이다.

## 같이 보기
- 전자기장의 수학적 설명
- 상대론적 전자기학